# نويل بيرسون
نويل بيرسون (بالإنجليزية: Noel Pearson)‏ هو محامي أسترالي، ولد في 25 يونيو 1965 في كوكتاون في أستراليا.